# Consulat général d'Algérie à Marseille
Le Consulat Général d'Algérie à Marseille est une représentation consulaire de la République algérienne démocratique et populaire en France. Il est situé rue Paradis, à Marseille, en Provence-Alpes-Côte d'Azur. Sa circonscription consulaire englobe les départements français des Bouches-du-Rhône et du Vaucluse.

## Missions
Le consulat est chargé de délivrer les documents officiels permettant aux Algériens vivant en France de retourner au pays. Il organise aussi leur information sur les dispositifs d'aide au logement.
Le consulat est chargé de mandater les professeurs d'arabe littéraire enseignant cette langue dans les écoles françaises au titre de l'enseignement des langues et cultures d'origine.
Il organise les élections pour les ressortissants de la circonscription.

## Consuls généraux depuis 1963
Le consulat général d'Algérie à Marseille a vu passer douze consuls généraux de 1963 jusqu'en 2019. Des onze consuls généraux d'Algérie qui se sont succédé à Marseille, Abdelhamid Saidi, un haut fonctionnaire de la Direction générale de la Sûreté nationale (DGSN/Police), est celui dont le mandat a duré le plus longtemps de 1996 à 2016. Le plus court ayant été celui de Yahia Benamar (juin 1978-septembre 1979).
Liste des consuls généraux d'Algérie à Marseille : 
1. Ahmed Nadjib Boulbina, ancien avocat inscrit au barreau de Grenoble, consul général du 1er février 1963 au 27 septembre 1966
2. Ahmed Bakhti, consul général du 15 octobre 1966 au 1er janvier 1970
3. Abdelmadjid Gaouar, consul général du 1er juillet 1971 au 30 septembre 1977
4. Yahia Benamar, consul général du 16 juin 1978 au 16 septembre 1979
5. Abdelmadjid Fasla, consul général du 15 janvier 1980 au 30 septembre 1982
6. Salah Boulaghlem, consul général du 2 octobre 1982 au 30 septembre 1986
7. Zoubir Akine Messani, consul général du 1er octobre 1986 au 29 septembre 1989
8. Abderahmane Lahlou, consul général du 1er octobre 1989 au 21 septembre 1992
9. Ahcène Chaaf, consul général du 1er octobre 1992 au 15 septembre 1996
10. Abdelhamid Saidi, consul général du 1er janvier 1996 au 28 février 2016
11. Rouibah Boudjema, plusieurs fois Préfet (Wali) et ancien consul général d'Algérie à Lille, consul général du 28 février 2016 au 9 juillet 2019[5],[6],[7]
12. Khaled Mouaki Benani, consul général du 5 novembre 2019 au 11 novembre 2023
13. Imed Selatnia, consul général depuis le 11 novembre 2023

## Histoire
Le consulat est la cible d'un attentat en 1973 (voir l'article Attentat contre le consulat d'Algérie à Marseille pour plus de détails).
Le 28 octobre 2016 voit l'inauguration du nouveau consulat général d'Algérie à Marseille par Ramtane Lamamra ministre algérien des Affaires Étrangères et de la coopération internationale, en présence de Jean-Marc Ayrault, ministre français des Affaires étrangères,.
En 2018, la passivité des autorités consulaires de Marseille face à des meurtres survenus dans cette ville sur des Algériens originaires de la wilaya de Khenchela est mise en cause.
Pendant la pandémie de Covid-19, les services du consulat général, chargés de délivrer les documents de voyage aux ressortissants Algériens bloqués en France par la fermeture des frontières, sont débordés à plusieurs reprises,,.